# کامیشتائو
کامیشتائو (انگلیسی: Kamyshtau) یک شهرک در شهرستان تویمازینسکی استان باشقیرستان کشور روسیه است.